# Sparaxis tricolor
Sparaxis tricolor, conocida como arlequín o gitana es una especie de planta bulbosa originaria de Sudáfrica perteneciente a la familia de las iridáceas.

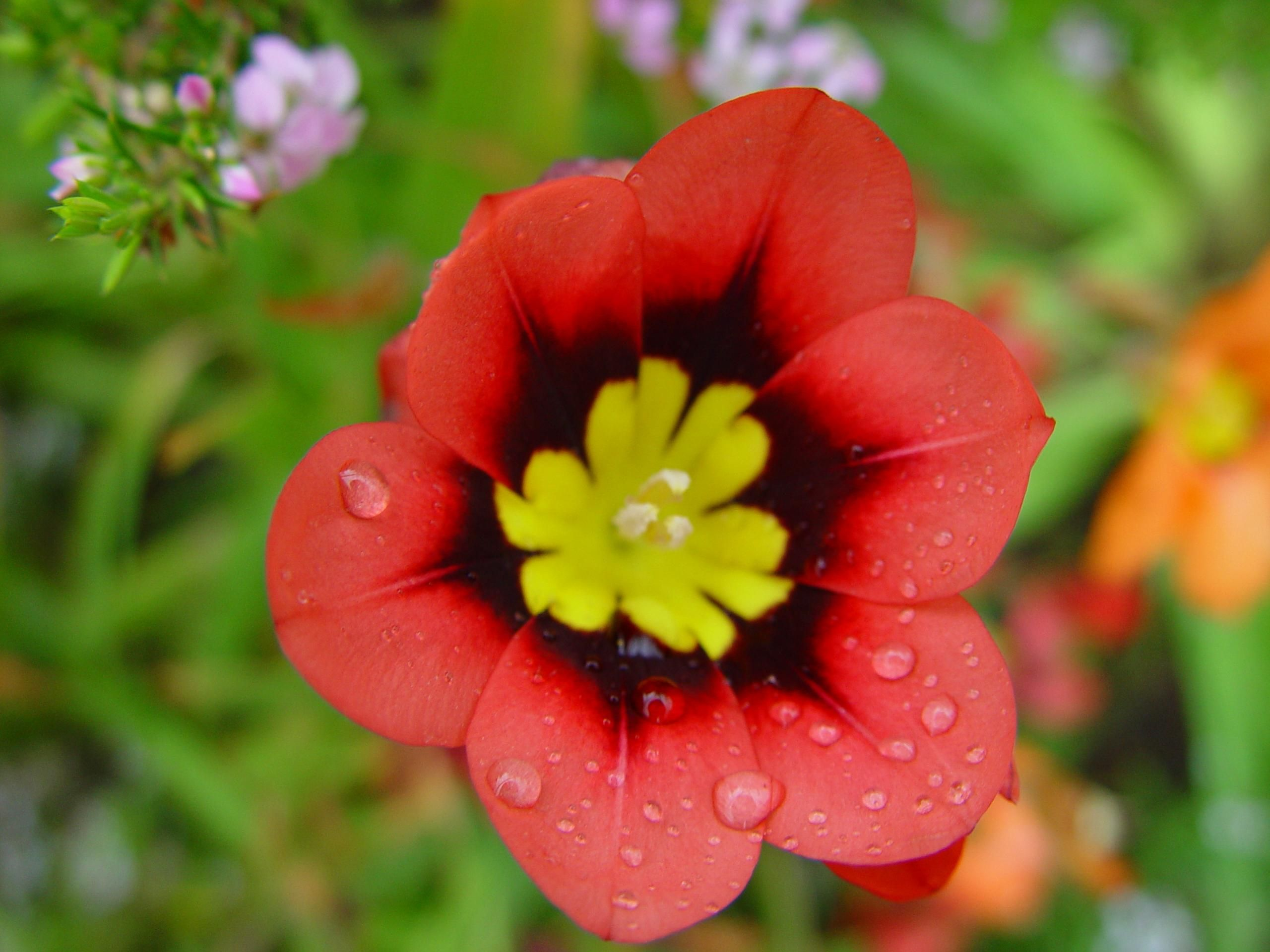
Detalle de la flor

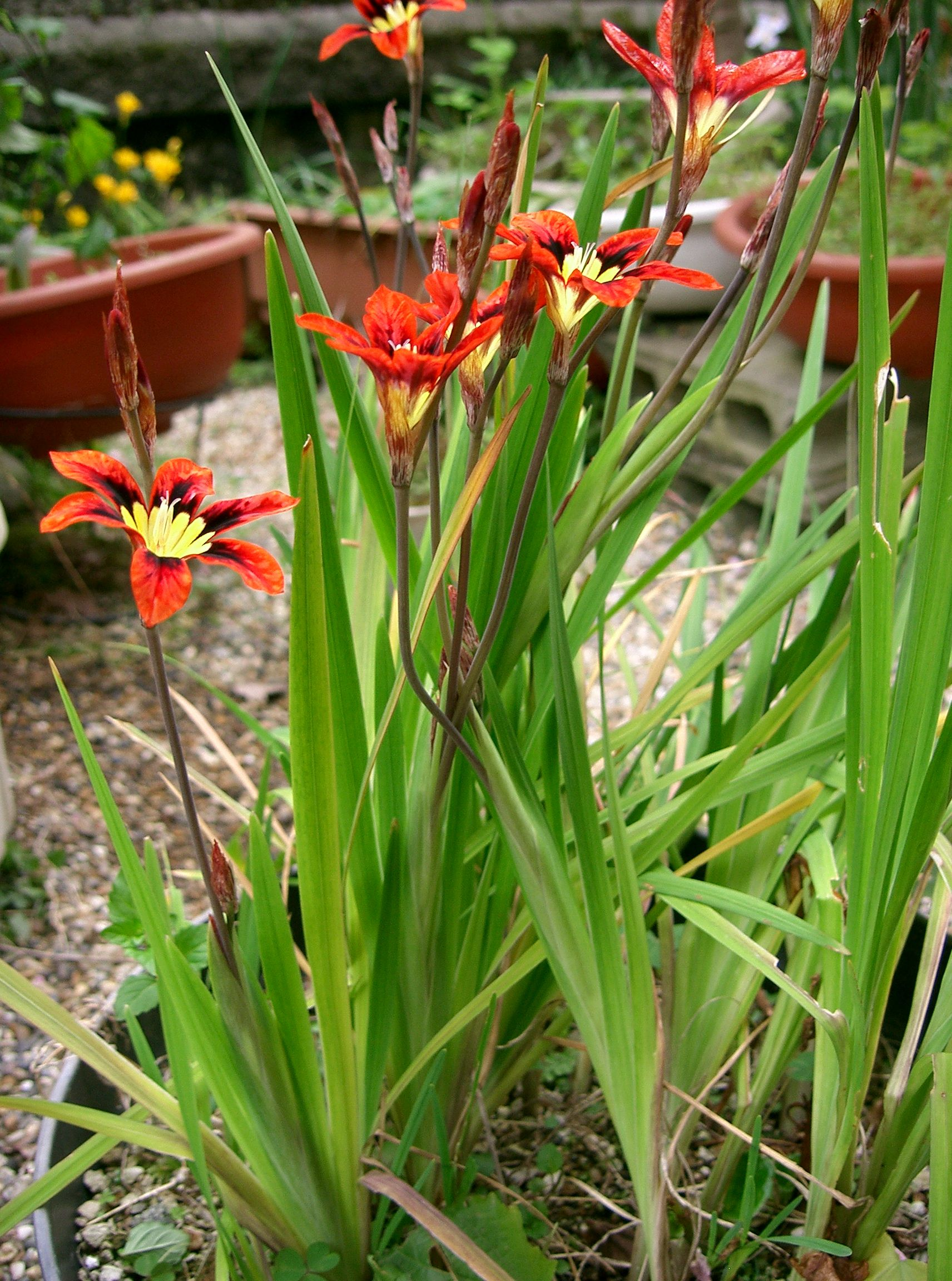
Vista de la planta

## Descripción
Es una planta que alcanza un tamaño  de 30 a 45 cm de altura, provista de un bulbo de unos 2 cm de diámetro. Sus hojas son ensiformes, de 15 a 30 cm de largo. Las flores tienen hasta 5 cm de diámetro, con los pétalos de diversos colores, con el centro de color amarillo y delineado de negro. Ornamental. Se cultiva fácilmente, en un suelo bien drenado y a pleno sol. Se multiplica por cormos hijos que crecen al lado del cormo principal o por semillas.

## Distribución
Sparaxis tricolor, es una especie que tiene flores de color escarlata o de color naranja con un centro amarillo con bordes de color negro. Crece en suelos arcillosos y pedregosos húmedos en el noroeste de la Provincia del Cabo y florece en primavera. Es una de las especies utilizadas en hibridación.

## Taxonomía
Sparaxis tricolor fue descrita por (Schneev.) Ker Gawl. y publicado en Annals of Botany 1: 225. 1804
Etimología
Sparaxis: nombre genérico que deriva de las palabras griegas:
sparasso, que significa "romper", y alude a la forma de las brácteas florales

tricolor: epíteto latíno que significa "con tres colores"
Sinonimia
- Ixia tricolor Schneev.	basónimo
- Sparaxis blanda Sweet
- Sparaxis grandiflora var. lineata (Sweet) Baker
- Sparaxis griffinii Sweet
- Sparaxis lineata Sweet
- Sparaxis tricolor var. blanda (Sweet) Baker
- Sparaxis tricolor var. griffinii (Sweet) Baker
- Sparaxis tricolor var. versicolor (Sweet) Baker
- Sparaxis versicolor Sweet
- Streptanthera lineata (Sweet) Klatt
- Streptanthera tricolor (Schneev.) Klatt[5][6]